# Campionati del mondo di ciclocross 1956
I Campionati del mondo di ciclocross 1956 si svolsero a Lussemburgo, in Lussemburgo, il 19 febbraio.

## Medagliere
| Pos.   | Nazione  | Oro | Argento | Bronzo | Totale |
| ------ | -------- | --- | ------- | ------ | ------ |
| 1      | Francia  | 1   | 1       | 0      | 2      |
| 2      | Svizzera | 0   | 0       | 1      | 1      |
| Totale | Totale   | 1   | 1       | 1      | 3      |

## Sommario degli eventi
| Eventi         | Oro                     | Tempo    | Argento                 | Tempo | Bronzo                     | Tempo |
| Uomini         |                         |          |                         |       |                            |       |
| Elite dettagli | André Dufraisse Francia | 1:25'02" | Georges Meunier Francia | a 34" | Emmanuel Plattner Svizzera | a 54" |